# Hardivillers
Hardivillers ist eine französische Gemeinde mit 551 Einwohnern (Stand 1. Januar 2022) im Département Oise in der Region Hauts-de-France. Sie gehört zum Arrondissement Clermont, zum Gemeindeverband Oise Picardie und zum Kanton Saint-Just-en-Chaussée.

## Geographie
Die Gemeinde Hardivillers liegt auf dem Plateau Picard, 22 Kilometer nordnordöstlich von Beauvais. In Hardivillers kreuzen sich die in Nord-Süd-Richtung verlaufende Autoroute A16 und die in West-Ost-Richtung verlaufende frühere Route nationale 30. Ein Abschnitt einer alten 'Heerstraße (Chaussée Brunehaut) markiert teilweise die westliche Gemeindegrenze.

## Toponymie und Geschichte
Der im Jahr 1134 als Hardinvillare genannte Ort liegt auf schon in der Bronzezeit bewohntem Grund. Das Dorf entwickelte sich im 12. und 13. Jahrhundert um die Kirche.

## Bevölkerung
| Jahr                       | 1962 | 1968 | 1975 | 1982 | 1990 | 1999 | 2010 | 2021 |
| -------------------------- | ---- | ---- | ---- | ---- | ---- | ---- | ---- | ---- |
| Einwohner                  | 435  | 411  | 422  | 408  | 481  | 533  | 584  | 539  |
| Quellen: Cassini und INSEE |      |      |      |      |      |      |      |      |

## Sehenswürdigkeiten
- Maison du serger, Weberhaus aus dem späten 18. Jahrhundert, als Monument historique seit 1992 eingetragen[1], heute Ökomuseum
- Kirche Saint-Pierre-Saint-Paul mit Chor aus dem 15. Jahrhundert und Langhaus aus dem Jahr 1770[2] mit vier Alabasterreliefs aus dem 15. Jahrhundert und einer Tauffünte mit Feuersteininkrustationen ebenfalls aus dem 15. Jahrhundert (Base Palissy)[3]
- Dreifaltigkeits-Kapelle
- Kapelle Saint-Pierre
- Wasserturm

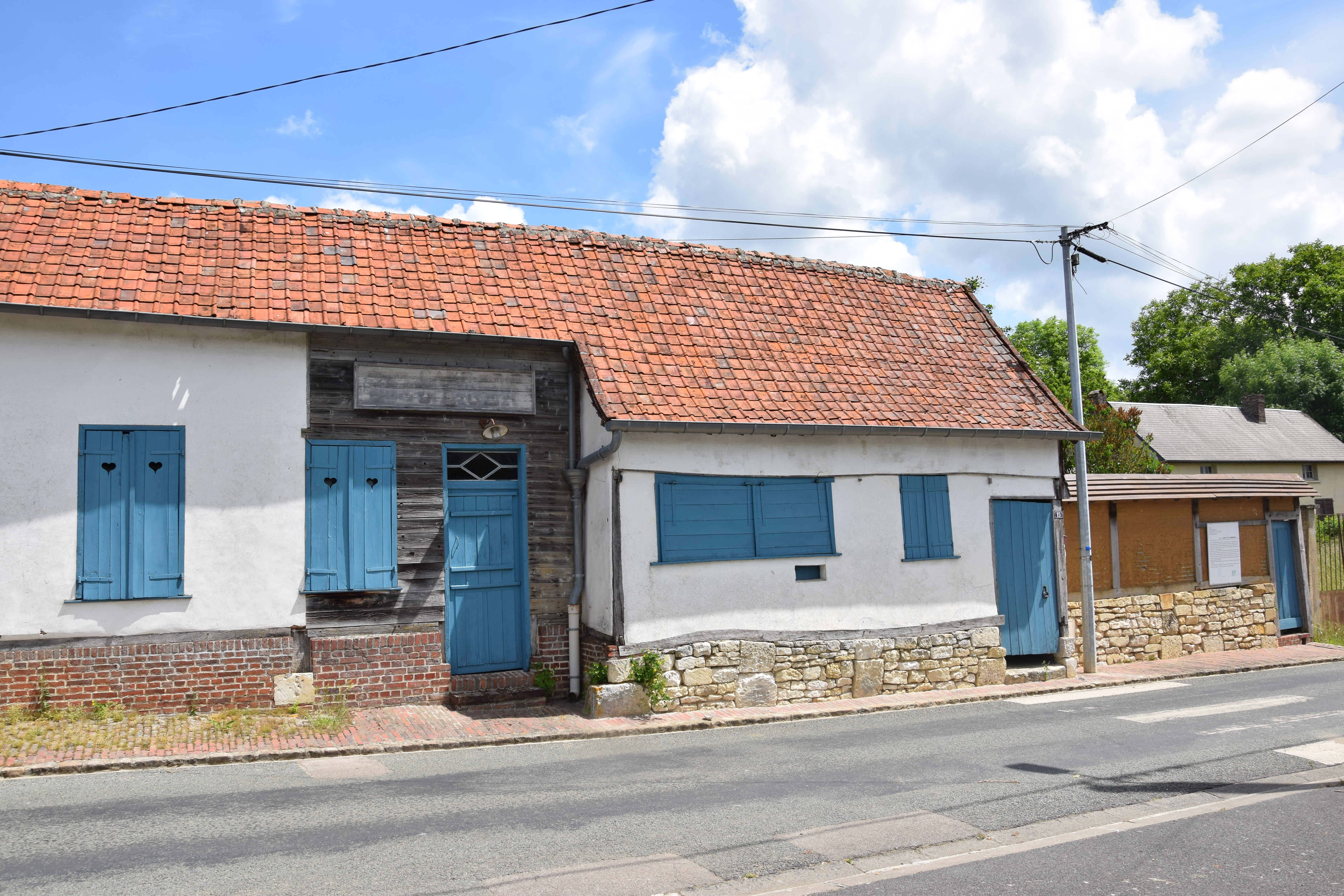
Weberhaus
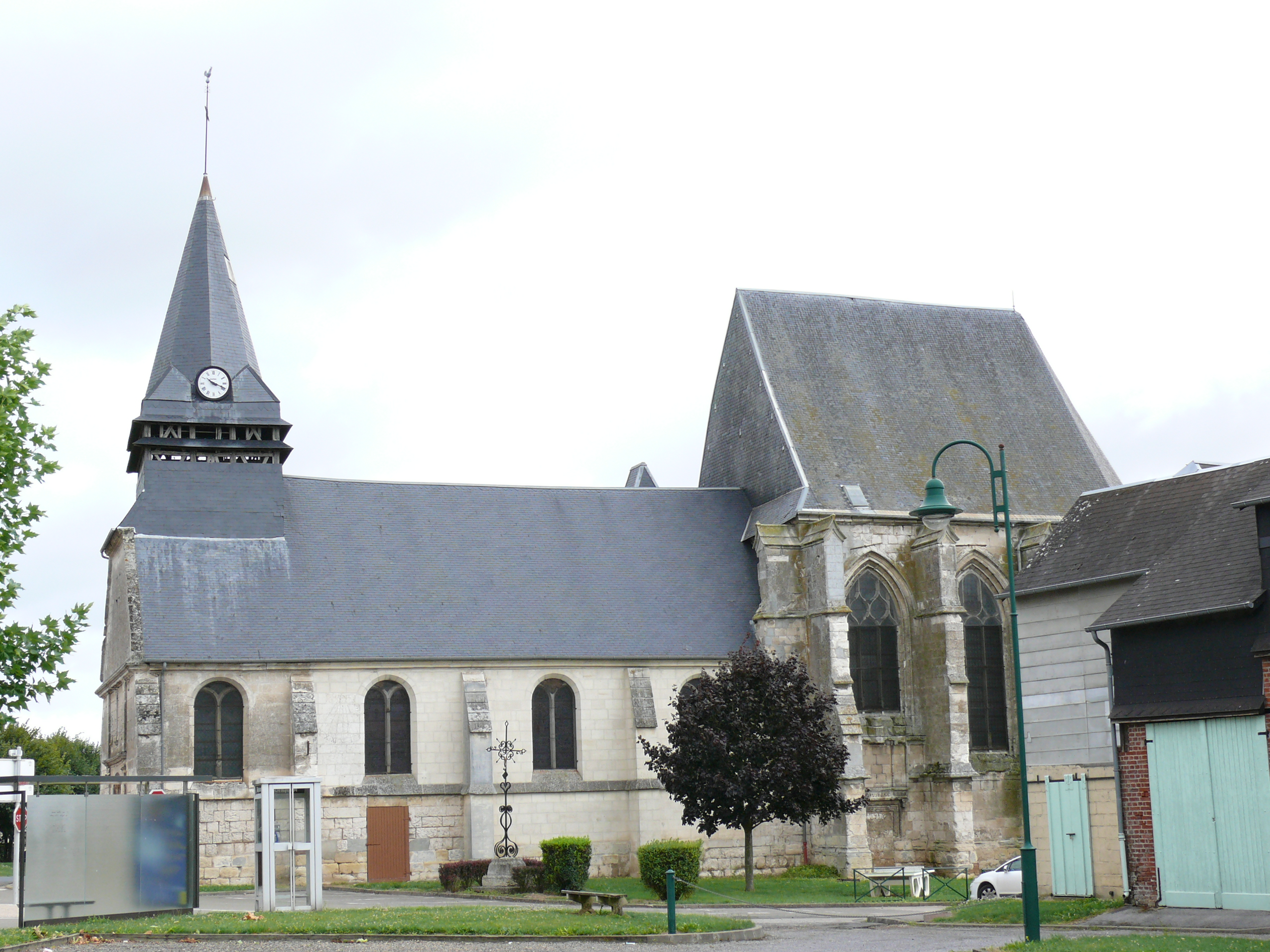
Kirche Saint-Pierre-Saint-Paul
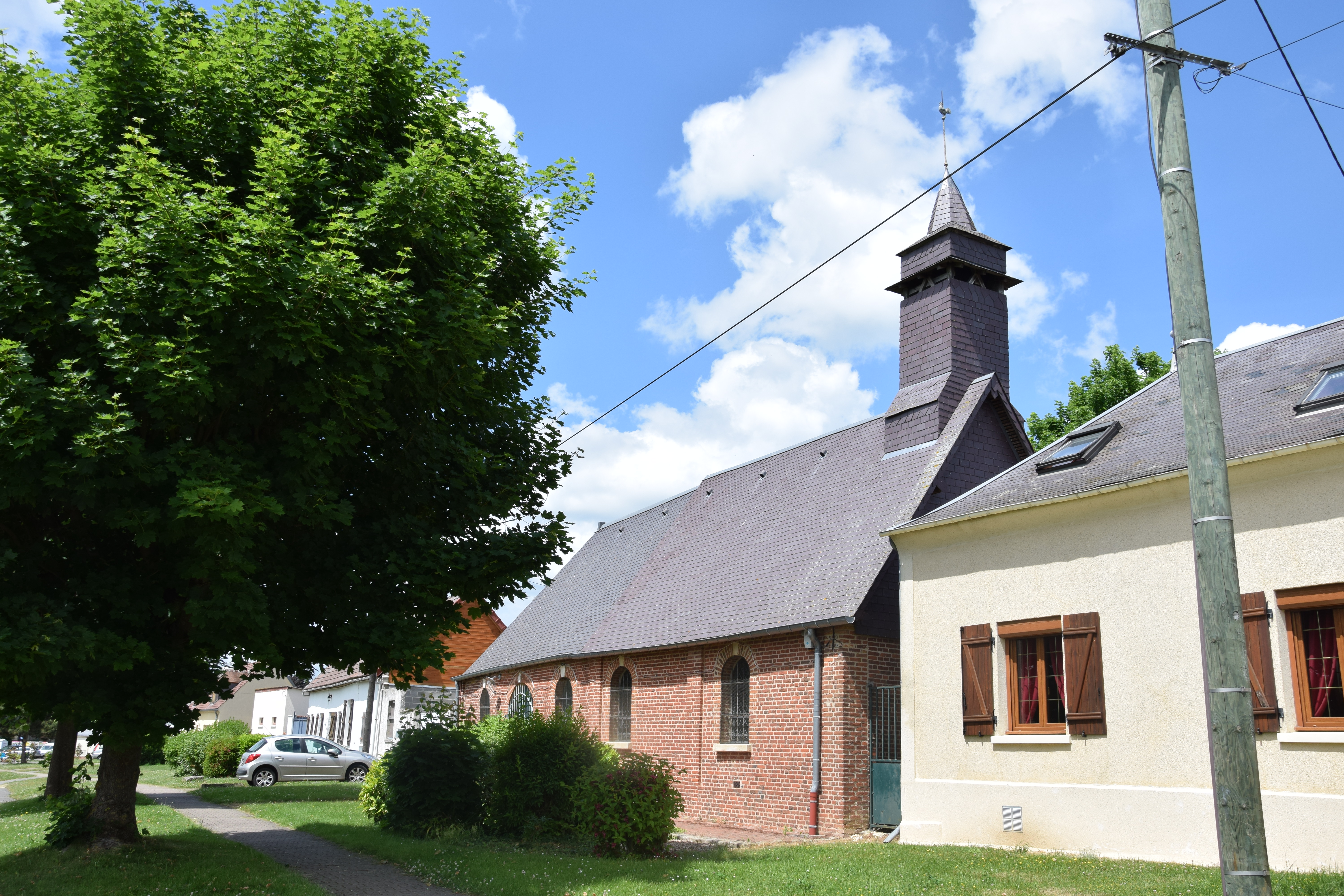
Dreifaltigkeits-Kapelle
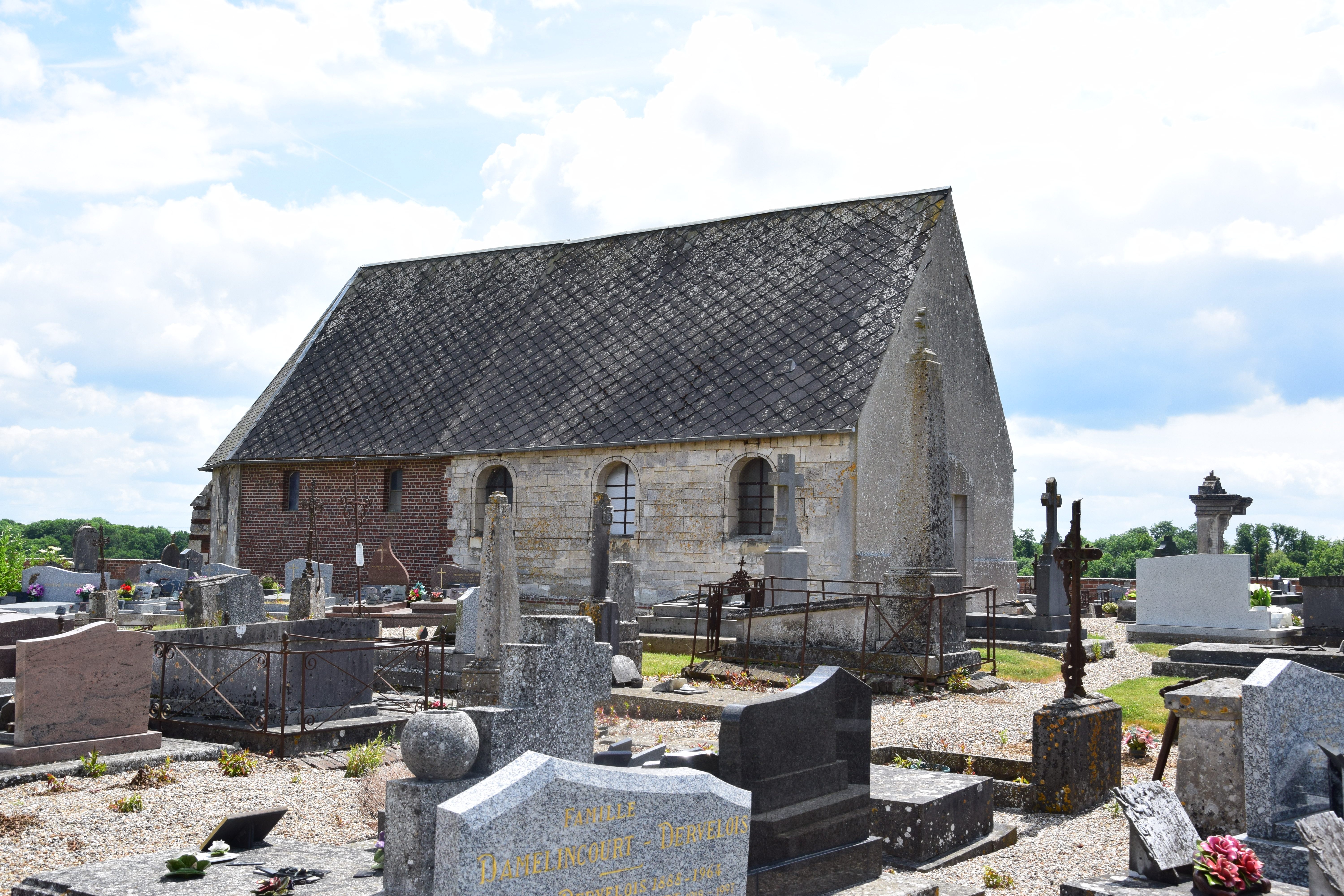
Kapelle Saint-Pierre
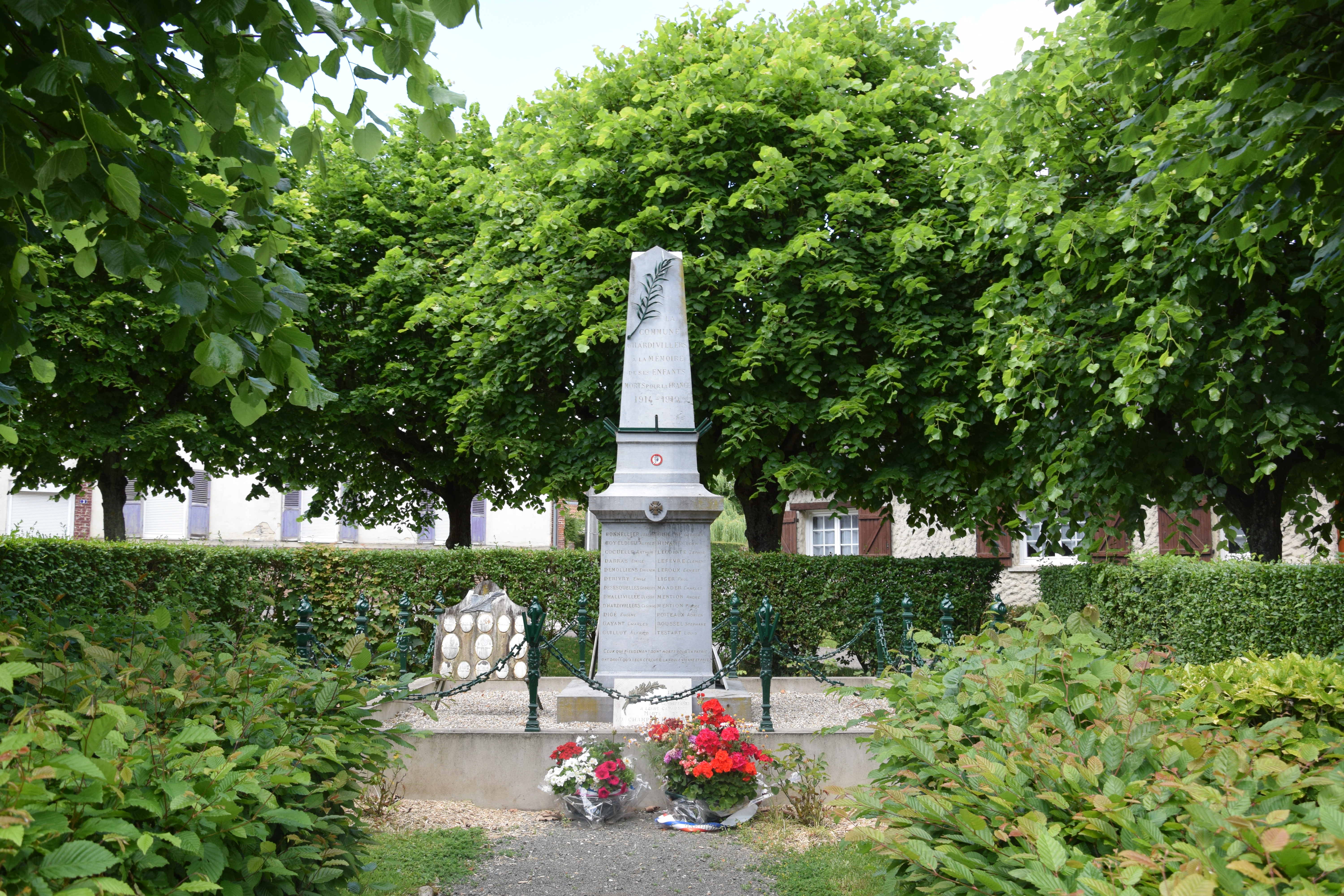
Gefallenendenkmal